# Sarigua (Keramik)
Sarigua ist ein Keramikkomplex der Monagrillo-Kultur (2500–1700 v. Chr.) am Golf von Panama. Die Keramik ist mit Stempelmarken von Muschelschalen, mit Einkerbungen und Applikationen versehen.